# Houtwijk
Houtwijk is een buurt in het stadsdeel Loosduinen in Den Haag met ruim 5.000 woningen. Houtwijk bevat vooral veel nieuwbouw van in en na de jaren tachtig. Er staan zowel veel koopwoningen als huurwoningen.

## Wijk of buurt?
Ondanks zijn naam is Houtwijk volgens de officiële indeling van de gemeente een buurt binnen de wijk Loosduinen. (De wijk Loosduinen is op zijn beurt weer onderdeel van het stadsdeel Loosduinen.) Houtwijk heeft met al zijn nieuwbouw echter een duidelijk ander karakter dan de rest van de wijk Loosduinen.

## Historie
Houtwijk was in het verleden een gebied met uitgestrekte landerijen, een veiling, textielblekerijen en kleine fabriekjes aan smalle polderslootjes, dat bij de gemeente Loosduinen hoorde. Na de annexatie van Loosduinen in 1923 behield het gebied dit karakter aanvankelijk, maar het werd langzamerhand verlaten door de gevestigde ondernemingen. Ten noordoosten van de dorpskom van Loosduinen werd in de periode tegen het eind van de jaren twintig de Burgemeestersbuurt gebouwd. Deze wijk was in de Tweede Wereldoorlog nog doelwit van een Geallieerd bombardement.
In 1973 bracht de gemeente Den Haag een plan uit voor bebouwing van het gebied. In het gebied tussen de burgemeestersbuurt en het net opgeleverde ziekenhuis Leyenburg werden 4300 woningen gebouwd. 55% van deze woningen bestaat uit eengezinswoningen. Het stedenbouwkundig ontwerp werd gemaakt door ir. R.P. Voskuil en ir. K.Y. de Neef.
De Burgemeestersbuurt werd een onderdeel van de nieuwe wijk Houtwijk, die zijn naam dankt aan de Houtweg. De Houtweg was een landweg die vanaf de toenmalige Stationsweg (nu Lippe Biesterfeldweg) liep naar de plek waar nu het Leyenburgziekenhuis staat. Deze weg vormt de ader van het nieuwe Houtwijk. Inmiddels is de Houtweg geen weg meer, maar een geasfalteerd fietspad. In 1967 werd de naam Houtweg gewijzigd in Kapelaan Meereboerweg. Dat was omdat Den Haag, waar Loosduinen op dat moment inmiddels onder viel, zelf ook al een Houtweg had (vlak bij de Hooigracht, hartje centrum).
Het is een gezinsvriendelijke wijk waar men sneller vooruitkomt met de fiets dan met de auto, vooral doordat delen van de wijk niet met een voor auto’s toegestane weg met elkaar verbonden zijn. Parkjes en slootjes zijn alleen met de fiets of lopend te doorkruisen. Spelende kinderen gaan vanuit gemeentelijk beleid, boven de automobilist. Sinds een aantal jaren wordt er vastgehouden aan het plan om in alle woonstraten die langer zijn dan 70 meter één of meerdere verkeersdrempels te leggen.
Eind jaren 1980 en begin jaren 1990 werd er op het oude gebied van de veiling en het voormalig voetbalveld van de katholieke voetbalclub G.D.A. nog een woonwijk gebouwd. Gewoonlijk gebeurt er niet veel in Houtwijk dat de pers haalt; in 2006 kwam de wijk echter in het nieuws door een familiedrama met dodelijke afloop aan de Albert Schweitzerlaan.
Door de bebouwing is er weinig meer te zien van de oude landerijen en fabriekjes, maar de sloten zijn er gedeeltelijk nog wel. Behalve de burgemeestersbuurt kent de wijk maar weinig gebouwen van voor 1973. In de overgebleven slootjes leven nog altijd vele vissoorten waar de buurtbewoners in de zomer jacht op maken. Zo zwemmen er brasems, zeelt, voorns, karpers, snoeken, baarzen en riviergrondels en in 2004 zijn er ook snoekbaarzen uitgezet.
Naast de sloten en de Burgemeestersbuurt zijn van voor de jaren zeventig maar weinig objecten over: alleen de tuindershuizen aan de Leyweg en het kantoorgebouw van Vredestein zijn nog intact gebleven.

## Omgeving
Er bevinden zich nog tal van parkjes in Houtwijk, die goed worden onderhouden door de gemeente. Al is er soms vernieling door hangjongeren. De wijk kampt met graffiti, kampvuurtjes, gesloopte bankjes, stenen die uit de voetpaden worden gehaald en in de sloot worden gegooid, fietsendiefstal, speeltuintjes die worden vernield en bruggetjes die worden bezet door groepen intimiderende jongeren. In december 2007 vond er volgens bronnen een grootschalige politiecontrole plaats in de wijk om op het bezit van drugs, wapens en illegaal vuurwerk te controleren.
In de wijk worden nu sportveldjes aangelegd van hoge kwaliteit en is er een voetbalveld met kunstgras. De wijk wordt in de gaten gehouden door buurtwachten. Ook honduitlaters krijgen te maken met de buurtwachten, omdat honden alleen los mogen lopen waar dat is aangegeven, en excrementen opgeruimd dienen te worden.
In augustus 2007 is er op het bedrijventerrein Zichtenburg een zendmast van Digitenne geplaatst. Deze mast heeft een hoogte van 150 meter en is hiermee het hoogste punt van Den Haag. Deze mast is zowat in heel Den Haag waarneembaar. 's Nachts is de mast in de top verlicht met twee rode lampen.

## Ligging
Houtwijk grenst onder andere aan het oude dorp Loosduinen en aan de wijken Waldeck, Kraayenstein alsmede aan het stadsdeel Escamp. Het vormt het noordoostelijk deel van het stadsdeel Loosduinen.
Als stelregel wordt gezegd dat Houtwijk tussen de Leyweg, de Oude Haagweg, de Lippe-Biesterfeldweg, de Margaretha van Hennebergweg en de Escamplaan ligt. Maar ook de bedrijventerreinen Zichtenburg en Kerketuinen (tussen de Escamplaan en de Meppelweg) horen bij de wijk.

## Indeling
De inwoners delen hun wijk zelf in twee delen in, Houtwijk 1 en Houtwijk 2 - ook wel Eerste Houtwijk en Tweede Houtwijk genoemd. Houtwijk 1 bestaat uit het stuk tussen de Houtwijklaan en de Leyweg (onder andere Architectenbuurt) en Houtwijk 2 is het deel tussen de wijken Loosduinen en Kraayenstein en dezelfde Houtwijklaan. De Burgemeestersbuurt, ook wel 'de Hovy' genoemd (naar burgemeester Hovy, de laatste burgemeester van Loosduinen, die ook met een laannaam geëerd werd), en de verzetsheldenbuurt liggen aan de kant van Houtwijk 2, maar lijken beide noch bij Houtwijk 1, noch bij Houtwijk 2 te horen.

## Buurten
Het bewoonde deel van Houtwijk (woonwijk) bestaat uit acht buurten. Deze buurten onderscheiden zich door de indeling van de straatnamen, alhoewel sommige (tussenliggende) straten toponiemen zijn.

### Architectenbuurt
De architectenbuurt (Houtwijk 1) bestaat uit huizen die in de beginjaren ’80 van de 20e eeuw zijn opgeleverd. De straatnamen zijn vernoemd naar bekende architecten die gebouwen in Den Haag ontworpen hebben. Zo staan Hendrik Petrus Berlage (Architect Berlagelaan) en Karel de Bazel (Architect de Bazelstraat) op de straatnaambordjes.
De buurt bestaat uit koophuizen die door de wat beter gesitueerde middenklassen bewoond worden. Het is er groen: er is een park en de huizen hebben tuinen.

### Burgemeestersbuurt/De Hovy's
De burgemeestersbuurt bevat de oudste huizen van Houtwijk, uit de periode 1925-1935. De straten zijn vernoemd naar burgemeesters en wethouders van de vroegere gemeente Loosduinen. De langste straat uit de buurt, de Burgemeester Hovylaan, is vernoemd naar Hendrik Willem Hovy, de laatste burgemeester van Loosduinen.
De buurt bestaat voornamelijk uit huurhuizen. Midden in de burgemeestersbuurt is aan het einde van de jaren negentig de voormalige LTS vervangen door een klein blokje huizen.
Aan de verzetsheldenbuurt grenzen het Haags Pop Centrum, een muziekschool, een buurthuis en de Loosduinse rooms-katholieke kerk.

### Historicibuurt
De historicibuurt (Houtwijk 2) ligt direct aan de zuidkant van de Houtwijklaan. De huizen stammen uit de beginjaren 1980. Nederlandse historici vormen de bron van de straatnamen. O.a. Jacques Presser (Dr. J. Presserstraat) is hier te vinden.
De buurt, met koop- en huurhuizen, wordt voornamelijk door de middenklassen bewoond. Langzamerhand komen er meer allochtonen in deze buurt wonen.
De buurt grenst aan de Escamplaan, waar bij de kruising met de Houtwijklaan een brandweerkazerne is gebouwd.

### Kunstenaarsbuurt
De kunstenaarsbuurt (Houtwijk 2) ligt rond het winkelcentrum Houtwijk. De Huizen stammen uit de jaren 80 van de 20e eeuw. De straten zijn vernoemd naar kunstenaars en kunstverzamelaars. Zo is naar de beeldhouwers Albert Termote en Mari Andriessen een straat vernoemd.
De buurt, met koop- en huurhuizen, wordt voornamelijk bewoond door de middenklassen. Deze buurt is het meest vergrijsde deel van Houtwijk. Door de aanwezige parkjes en begroeide stukken is dit een groene buurt.
De buurt bevat twee basisscholen en een winkelcentrum. Ook is het wijkpark Bokkefort hier te vinden.

### Mensenrechtenbuurt
Ten noorden van Houtwijk, grenzend aan de Leyweg, ligt de Mensenrechtenbuurt (Houtwijk 1). De leeftijd van de woningen verschilt per deel. Aan de Leyweg staat een rijtje kleine tuindershuizen uit circa 1930, die bijzonder zijn vanwege hun 80 meter diepe, smalle tuinen. Het hart van de wijk bestaat uit de Laan van de Mensenrechten. De huizen stammen uit de jaren tachtig en negentig; in 2004 kwam hier het nieuwste huizenblok van Houtwijk gereed. De straten eromheen zijn vernoemd naar internationale figuren die geweldloos voor de mensenrechten streden, en soms vanwege hun denkbeelden om het leven zijn gekomen. Martin Luther King (Martin Luther Kinglaan), Mahatma Gandhi (Mahatma Gandhistraat) en Salvador Allende zijn hier bijvoorbeeld op een straatnaambord te vinden. Het opvallende, zeer modern ogende woon- en werkgebouw 'Hagehoek' staat op de hoek van de Volendamlaan en de Oude Haagweg, in de uiterste noordpunt van Houtwijk.
De buurt bestaat uit koop- en huurhuizen. Er zijn zowel eengezinswoningen als portiekwoningen te vinden. De buurt wordt vooral door gezinnen uit de middenklasse bewoond. Ook deze wijk heeft een groen gezicht en is erg kindvriendelijk.

### Raadsledenbuurt
De raadsledenbuurt (Houtwijk 2) bestaat net als de meeste buurten in Houtwijk uit woningen uit de beginjaren 1980. De straten uit deze buurt zijn vernoemd naar Loosduinse raadsleden uit de tijd dat het stadsdeel van Den Haag nog een zelfstandige gemeente was. O.a. de raadsleden Cornelis Arie van Beveren (C.A. van Beverenstraat/-plein) en Quirinus Adrianus Nederpel (Q.A. Nederpelstraat) zijn hier vereeuwigd.
De buurt bestaat voornamelijk uit koophuizen. Er zijn wat portiekwoningen, maar er zijn voornamelijk eengezinswoningen te vinden. De huizen worden bewoond door de middenklasse. Door de aanwezigheid van slootjes, bermen, parkjes en grasveldjes is ook deze buurt erg groen. Aangezien de ingangen voor de wijk aan 1 kant zitten, is er geen doorgaand verkeer in deze wijk. Op de rand van de wijk na, is het volledig een erf dan wel een 30 kilometerzone.
De voetbalclub SV Houtwijk (voorheen RAVA) is hier te vinden. Ook bevat de buurt een begraafplaats.

### Verzetsheldenbuurt
De verzetsheldenbuurt is aan het einde van de jaren 1980 opgeleverd. Voordat hier huizen werden gebouwd was de Loosduinse veiling hier gevestigd. De grachten waar de handelsbootjes met tuinbouwproducten overheen voeren, fungeren nu als omheining van de buurt. De straten uit deze buurt zijn vernoemd naar Nederlandse verzetslieden uit de Tweede Wereldoorlog. Zo is Anton de Kom (Anton de Komstraat) hier te vinden.
De buurt bestaat uit koophuizen. De huizen worden vooral door de wat beter gesitueerden bewoond. Het grootste deel bestaat uit eengezinswoningen, maar er bevinden zich ook zes flats in de buurt. Op elke hoek van een blok met eengezinswoningen zitten portiekwoningen. Door de grasvelden en het uitzicht aan de oostkant op bosjes is het voor een deel een groene buurt. Maar dit geldt niet voor elk deel. Al zorgen de begroeide tuinen ook voor een groen aanzicht.
Aan de ingang van de buurt, bij de Bram Frosstraat, staat een monument ter nagedachtenis van de Tweede Wereldoorlog. Dit monument kwam in in de jaren na 1945 als vervanging van een provisorisch herdenkingsmonument dat door de leider van de binnenlandse strijdkrachten van Loosduinen tijdens de bevrijding werd opgezet.

### Vredestein
Vredestein (Houtwijk 1) is een buurt die uit twee straten bestaat, de Laan van Vredestein en de Laan van der Kroft. De buurt ligt direct aan de noordoostzijde van de Houtwijklaan. De namen zijn toponiemen: de Laan van der Kroft is vernoemd naar vroegere eigenaren van de grond, de familie Van Der Kroft; zo heette de straat ook al voor de komst van de nieuwbouw. De Laan van Vredestein dankt zijn naam aan de tuinderswoning ‘Vredestein’ die daar heeft gestaan. Deze naam is in 1905 gegeven door huisschilder Tazelaar. Slechts vier jaar later werd de gelijknamige rubberfabriek op dat terrein werd gevestigd. Deze heeft daar tot 1980 gestaan. De firma Vredestein is vooral bekend als producent van autobanden. De fabriek zelf is afgebroken, maar het bijbehorende kantorengebouw bestaat (in 2019) nog wel. Na het vertrek van Vredestein was er het hoofdkantoor van zorgverzekeraar Azivo gevestigd tot het in september 2011 verhuisde naar de Haagse Laan van Nieuw Oost Indië.
Alle huizen in de buurt zijn koopwoningen. De woningen zijn redelijk ruim en hebben meestal een tuin. De Laan van der Kroft heeft een groot grasveld in het midden, maar in de Laan van Vredestein is weinig openbaar groen te vinden. Wel wordt de buurt door een groenstrook aan een sloot gescheiden van de Architectenbuurt.

## Onderwijs en sport

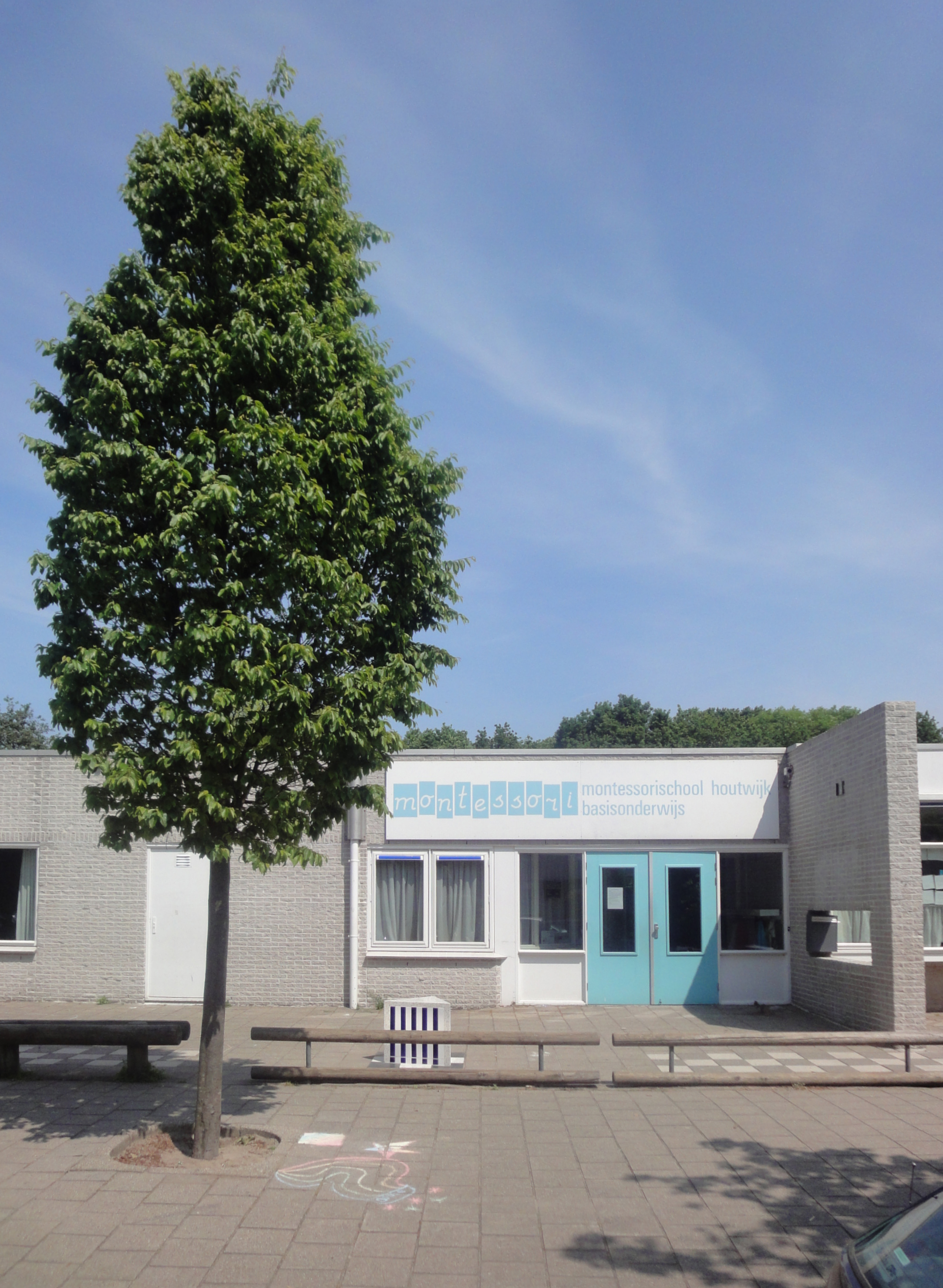
Montessorischool Houtwijk

In Houtwijk bevindt zich een aantal basisscholen. Deze scholen hebben verschillende ideologieën. Er wordt montessorionderwijs, openbaar onderwijs, christelijk onderwijs en nutsonderwijs aangeboden. Middelbare scholen zijn er niet meer. Tot eind jaren negentig stond er in de burgemeestersbuurt een LTS, maar deze heeft plaats moeten maken voor nieuwe eengezinswoningen.
In de wijk is één voetbalclub gevestigd, SV Houtwijk (voorheen RAVA). Ook is er nabij het winkelcentrum een scoutingvereniging. Vanwege de vele parken, brede fietspaden en grasvelden wordt er ook ongeorganiseerd gesport. De bewoners voetballen, hardlopen en basketballen op die terreinen.

## Winkelen
Houtwijk heeft een winkelcentrum dat naar de wijk vernoemd is. Het is een klein winkelcentrum met twee supermarkten, een drogist en wat kleinere speciaalzaken. Door de winkelstraat loopt een heus grachtje met een (mini-)winkelpassage eroverheen.
In het oosten liggen de bedrijventerreinen Zichtenburg en Kerketuinen. Behalve gemeentelijke instellingen zijn hier autodealers, groothandels en andere bedrijven te vinden.

## Bekende Houtwijkers
- Sandro Calabro, voetballer
- Marcel Pronk, voetballer

## Taalkundig
Vaak wordt ten onrechte (meestal door niet-Hagenaars) het lidwoord "de" voor Houtwijk geplaatst, bijvoorbeeld: 'Hij is geboren in de Houtwijk'. Echter, de correcte versie luidt: 'Hij is in Houtwijk geboren'. Zoals: 'Hij is in Katwijk geboren'.

## Houtwijk vóór 1970
Er staat weinig over de geschiedenis van dit gebied op schrift. Beeldende (jeugd)herinneringen aan de Leyweg en omgeving zijn te vinden in het boek van Henk Lemckert: Het beste Westen. Gedachten over, herinneringen aan en plaatjes van de Vruchtenbuurt tijdens de jaren vijftig (Den Haag, 2003), en in het boek van J.M. Knaud: Het wilde Westen. Herinneringen aan de Haagse Vruchtenbuurt en ommelanden van weleer (Den Haag, 1983). Een klein aantal foto's staat op de website van het Haags Gemeentearchief.

## Openbaar vervoer
In 1882 ging de WSM stoomtram rijden "boven" dit gebied, op de Haagweg, nu Oude Haagweg. In 1883 opende de stoomtramlijn vanuit Loosduinen naar het Westland. In 1932 verviel het deel tussen Loosduinen en Den Haag Lijnbaan. 51 jaar later kwam op ongeveer diezelfde route tramlijn 2 te rijden. Aan de Stationsweg (nu Lippe Biesterfeldweg) was het WSM-station met remise en hoofdkantoor. Het voormalig hoofdkantoor is nog aanwezig.
Archipelbuurt ·
Belgisch Park ·
Benoordenhout ·
Bezuidenhout ·
Binckhorst ·
Bohemen en Meer en Bos ·
Bomen- en Bloemenbuurt ·
Bouwlust en Vrederust ·
Centrum ·
Duindorp ·
Duinoord ·
Forepark ·
Geuzen- en Statenkwartier ·
Groente- en Fruitmarkt ·
Haagse Bos ·
Hoornwijk ·
Kijkduin en Ockenburgh ·
Kraayenstein ·
Laakkwartier en Spoorwijk ·
Leidschenveen ·
Leyenburg ·
Loosduinen ·
Mariahoeve en Marlot ·
Moerwijk ·
Morgenstond ·
Oostduinen ·
Regentessekwartier ·
Rustenburg en Oostbroek ·
Scheveningen ·
Schilderswijk ·
Stationsbuurt ·
Transvaalkwartier ·
Valkenboskwartier ·
Van Stolkpark en Scheveningse Bosjes ·
Vogelwijk ·
Vruchtenbuurt ·
Waldeck ·
Wateringse Veld ·
Westbroekpark en Duttendel ·
Willemspark ·
Ypenburg ·
Zeeheldenkwartier ·
Zorgvliet ·
Zuiderpark